# Letters from a Farmer in Pennsylvania
Letters from a Farmer in Pennsylvania (in italiano Lettere da un agricoltore della Pennsylvania) è una serie di saggi scritti dall'avvocato e legislatore della Pennsylvania John Dickinson (1732-1808), pubblicati con lo pseudonimo a Farmer (in italiano Un agricoltore) tra il 1767 e il 1768. Le dodici lettere furono ampiamente lette e ristampate in tutte le Tredici Colonie, e furono importanti per unire i coloni contro gli Townshend Acts nel periodo che precedette la Rivoluzione Americana. Secondo molti storici, l'impatto delle Lettere sulle colonie non fu eguagliato fino alla pubblicazione di Senso comune (Common Sense) di Thomas Paine nel 1776. Il successo delle lettere portò a Dickinson una notevole fama.
Le dodici lettere sono scritte nella voce di un agricoltore immaginario, descritto come modesto ma colto, un Cincinnato americano, e il testo è disposto in un modello altamente organizzato "sulla linea dell'antica retorica". Le lettere presentavano trattavano temi di carattere costituzionale, secondo cui il Parlamento britannico aveva l'autorità di regolare il commercio coloniale, ma non di raccogliere imposte dalle colonie. Questa visione divenne la base per la successiva opposizione coloniale ai Townshend Acts, ed ebbe un'influenza nello sviluppo del pensiero coloniale sulla relazione con la Gran Bretagna. Le lettere sono note per il loro tono moderato e invitavano i coloni a cercare riparazione all'interno del sistema costituzionale britannico.

## Antefatti

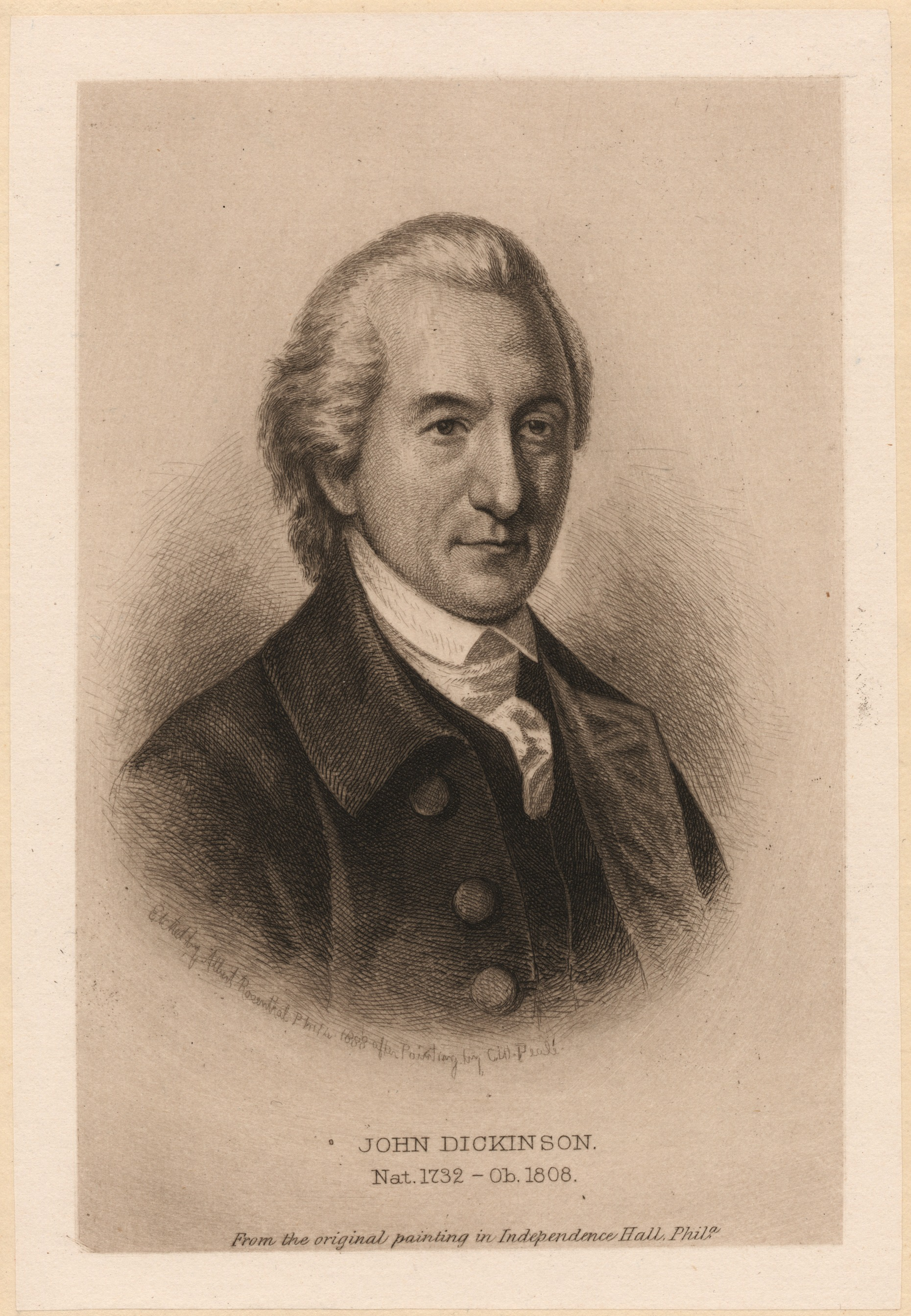
John Dickinson, l'autore.

Negli anni '60 del Settecento, il quadro costituzionale che legava la Gran Bretagna alle sue colonie era scarsamente definito. Molti in Gran Bretagna ritenevano che tutta la sovranità nell'Impero Britannico fosse concentrata nel Parlamento britannico. Questa visione fu sintetizzata dai Commentari sulle Leggi d'Inghilterra di Blackstone, che affermavano che "deve esserci, in tutte le [forme di governo], un'autorità suprema, irresistibile, assoluta, incontrollata, in cui risiedono gli jura summi imperii, o i diritti di sovranità". In pratica, tuttavia, le colonie e le loro singole legislature avevano storicamente goduto di una significativa autonomia, in particolare in materia di tassazione. In seguito alla vittoria britannica sulla Francia nella Guerra dei Sette Anni, nel 1763, la Gran Bretagna decise di stazionare truppe in modo permanente in Nord America e nelle Indie Occidentali. Affrontando un ingente debito nazionale e l'opposizione a ulteriori tasse in Inghilterra, i funzionari britannici si rivolsero alle colonie nordamericane per contribuire a finanziare il mantenimento di queste truppe.
L'approvazione dello Stamp Act del 1765, una tassa su vari materiali stampati nelle colonie, accese una disputa sull'autorità del Parlamento britannico a imporre tasse interne alle sue colonie. Lo Stamp Act incontrò l'opposizione dei coloni americani, che avviarono un movimento di boicottaggio delle merci britanniche, dei mercanti britannici colpiti dal boicottaggio e di alcuni politici Whig in Parlamento, in particolare William Pitt. Nel 1766, sotto la guida di un nuovo ministero, il Parlamento abrogò lo Stamp Act. Tuttavia, il Parlamento approvò contemporaneamente il Declaratory Act, che affermava la sua autorità a tassare le colonie. Nel 1767, il Parlamento impose dazi all'importazione - noti come Townshend Acts - su una serie di merci importate dalle colonie. Questi dazi riaccesero il dibattito sull'autorità parlamentare.
John Dickinson, un ricco avvocato di Filadelfia e membro dell'assemblea della Pennsylvania, partecipò allo Stamp Act Congress nel 1765 e redasse la Dichiarazione dei diritti e delle lamentele. Nel 1767, a seguito dell'approvazione dei Townshend Acts, Dickinson espose nelle sue Lettere pseudonime la questione costituzionale dell'autorità del Parlamento a tassare le colonie, e sollecitò i coloni a intraprendere azioni moderate per opporsi ai Townshend Acts. Le Lettere furono pubblicate per la prima volta sul Pennsylvania Chronicle, e poi ristampate nella maggior parte dei giornali delle colonie. Le Lettere furono ristampate anche a Londra, con una prefazione scritta da Benjamin Franklin, e a Parigi e Dublino.

## Contenuto

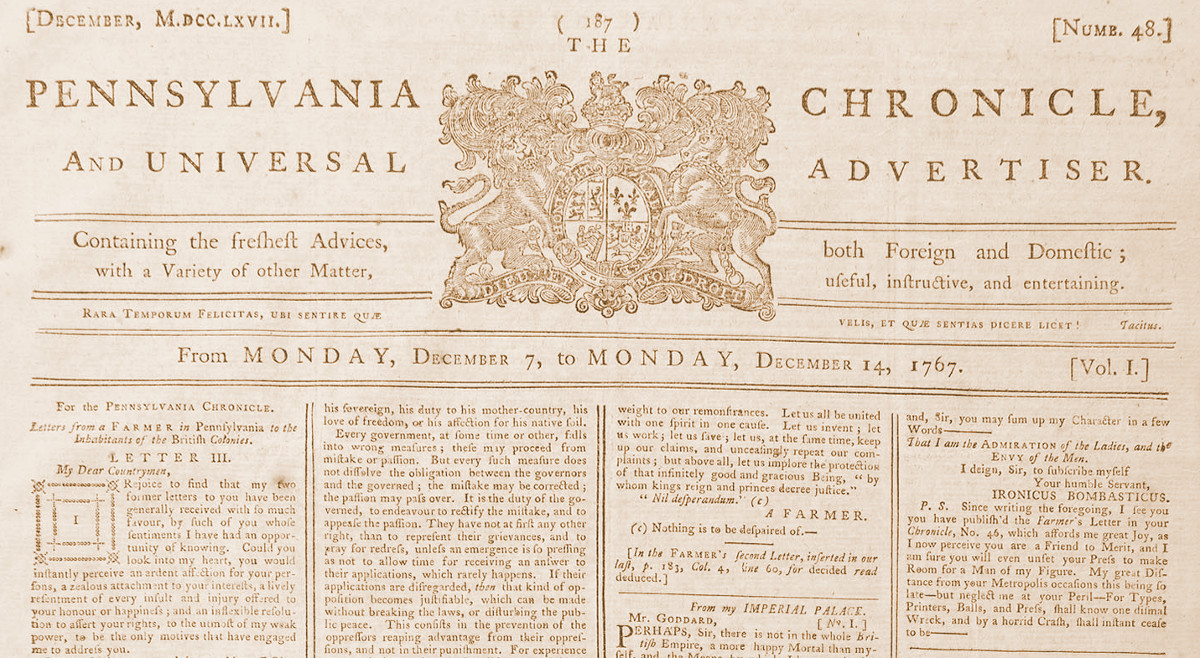
Pubblicazione originale della terza lettera, il 14 dicembre 1767 sulla Pennsylvania Chronicle. Tratti della lettera sono leggibili, a fianco della risposta satirica di "Ironicus Bombasticus".

Sebbene nel 1767 Dickinson avesse ormai ben poco a che fare con l'attività di agricoltore, la prima lettera introduce l'autore come "un coltivatore che si è stabilito, dopo alterne vicende, vicino alle rive del fiume Delaware, nella provincia di Pennsylvania". Per spiegare al lettore come abbia acquisito "una conoscenza maggiore di storia, leggi e costituzione del mio Paese, di quanto generalmente posseduta da uomini della mia classe", l'autore informa che trascorre la maggior parte del tempo nella biblioteca della sua piccola tenuta. Successivamente, l'autore affronta la discussione sulla crescente crisi tra il Parlamento britannico e le colonie.
Pur riconoscendo il potere del Parlamento nelle questioni riguardanti l'intero Impero Britannico, Dickinson sosteneva che le colonie mantenessero il diritto sovrano di tassarsi autonomamente. I funzionari britannici, in parte su consiglio di Benjamin Franklin, ritenevano che mentre i coloni americani non avrebbero accettato le tasse "interne" imposte dal Parlamento, come quelle dello Stamp Act, avrebbero invece accettato le tasse "esterne", come i dazi all'importazione. Tuttavia, Dickinson sosteneva che qualsiasi tassa - "interna" o "esterna" - imposta sulle colonie dal Parlamento allo scopo di raccogliere entrate, piuttosto che regolamentare il commercio, fosse incostituzionale. Affermava che i Townshend Acts, sebbene nominalmente dazi all'importazione e quindi tasse "esterne", mirassero comunque a raccogliere entrate, piuttosto che a regolare il commercio.
Questa argomentazione implicava che la sovranità nell'Impero Britannico fosse divisa, con il potere del Parlamento limitato in alcune sfere (come la tassazione delle colonie), e con organismi minori (come le assemblee coloniali) che esercitavano poteri sovrani in altre sfere. Dickinson distingueva inoltre tra i poteri del Parlamento e della Corona, con quest'ultima - e non il Parlamento - che aveva il potere di abrogare la legislazione coloniale e di esercitare l'autorità esecutiva nelle colonie. Queste opinioni rappresentavano un significativo allontanamento dalla visione prevalente britannica sulla sovranità come potere centrale e indivisibile, e implicavano che l'Impero Britannico non funzionasse come una nazione unitaria. Dopo la pubblicazione delle Lettere di Dickinson, le opinioni dei coloni americani sull'ordine costituzionale nell'Impero Britannico cambiarono rapidamente, e furono caratterizzate da un crescente rifiuto del potere del Parlamento sulle colonie.
Nonostante l'esiguo carico fiscale imposto alle colonie dai Townshend Acts, Dickinson sosteneva che i dazi mirassero a stabilire il principio per cui il Parlamento possedesse il potere di tassare le colonie. Affermava che, dopo la crisi dello Stamp Act, il Parlamento stesse nuovamente mettendo alla prova la disponibilità dei coloni. Dickinson avvertiva che, una volta riconosciuto e accettato dai coloni il diritto del Parlamento a imporre tasse sulle colonie, ne sarebbero seguite imposizioni ben più gravose:
(Lettera X)
Più in generale, Dickinson sosteneva che qualsiasi spesa necessaria per ottemperare a una legge del Parlamento equivaleva di fatto a una tassa. Pertanto, considerava il Quartering Act del 1765, che imponeva alle colonie di ospitare e rifornire le truppe britanniche, come una tassa, nella misura in cui gravava finanziariamente sulle colonie. Sebbene fosse in disaccordo con la decisione dell'assemblea di New York di non ottemperare alla legge, Dickinson considerava la non conformità un legittimo diritto dell'assemblea e condannava l'ordine punitivo del Parlamento di sciogliere l'assemblea stessa.
Pur contestando il diritto del Parlamento di raccogliere entrate dalle colonie, Dickinson riconosceva l'autorità del Parlamento sul commercio nell'Impero, e vedeva gli interessi delle colonie allineati a quelli della Gran Bretagna:
(Lettera VI)

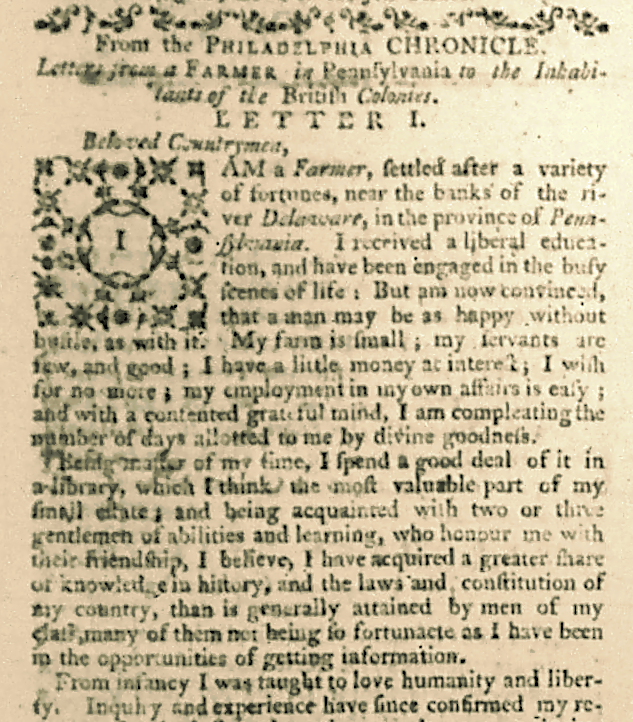
Lettera numero I, pubblicata sulla Boston Gazette il 21 dicembre 1767.

Al di là della questione della tassazione e della regolamentazione del commercio, Dickinson non elaborò una teoria dettagliata sui rapporti costituzionali più ampi tra Gran Bretagna e colonie. Tuttavia, le lettere mettevano in guardia contro la separazione dalla Gran Bretagna e prevedevano conseguenze tragiche per le colonie in caso di eventuale indipendenza:
(Lettera III)
Nelle sue lettere, Dickinson prevedeva la possibilità di futuri conflitti tra le colonie e la Gran Bretagna, ma metteva in guardia dall'uso della violenza, tranne che come ultima risorsa:
(Lettera III)
Anziché propendere per soluzioni immediate, Dickinson esortava i coloni a cercare rimedi all'interno del sistema costituzionale britannico. Per ottenere l'abrogazione dei dazi Townshend, Dickinson consigliava di presentare ulteriori petizioni ed esercitare pressione sulla Gran Bretagna riducendo le importazioni, sia attraverso la frugalità che attraverso l'acquisto di manufatti locali.
La filosofia politica che sottende alle Lettere viene spesso accostata alla tradizione Whig. Le lettere sottolineano infatti diversi temi importanti della politica Whig, tra cui la minaccia che il potere esecutivo rappresenta per la libertà, la diffidenza verso gli eserciti permanenti, l'inevitabilità di un crescente abuso di potere nel caso in cui venga stabilito un precedente e la convinzione dell'esistenza di una cospirazione contro la libertà.
Dickinson utilizzava la comune metafora Whig della "schiavitù", che per gli americani della metà del XVIII secolo simboleggiava una condizione di sottomissione alla "volontà e al piacere arbitrari di un altro". Le Lettere citavano discorsi tenuti in Parlamento da politici Whig come William Pitt e Charles Pratt in opposizione allo Stamp Act e al Declaratory Act, rispettivamente, descrivendo la tassazione senza rappresentanza come schiavitù. Basandosi su Pitt e Pratt, la Lettera VII concludeva: "Siamo tassati senza il nostro consenso, né dato da noi stessi né dai nostri rappresentanti. Siamo quindi - lo dico con dolore, lo dico con indignazione - siamo schiavi". Tali paragoni indussero lo scrittore Tory inglese Samuel Johnson a chiedere nel suo pamphlet del 1775, "Taxation no Tyranny" (La tassazione non è tirannia), "Come mai sentiamo gli ululati più forti per la libertà tra i conducenti di negri?" La contraddizione tra l'uso della metafora della schiavitù nella retorica Whig e l'esistenza della schiavitù come proprietà in America contribuì alla fine a mettere sempre più in discussione quest'ultima durante e dopo la rivoluzione.

## Influenza culturale
Il personaggio "dell'agricoltore", una persona costruita su scritti pastorali inglesi il cui stile fu adottato anche da scrittori americani prima di Dickinson, acquistò una reputazione indipendente da Dickinson e divenne un simbolo di virtù morale, impiegato in molti scritti politici americani successivi.